# 대한민국 문화관광부
문화관광부(文化觀光部, Ministry of Culture ＆ Tourism)는 문화·예술·영상·광고·출판·간행물·체육 및 관광에 관한 사무를 관장하는 대한민국의 옛 중앙행정기관이다. 1998년 2월 28일 문화체육부를 개편하여 발족하였으며 2008년 2월 28일 문화체육관광부로 개편되면서 폐지되었다.

## 설치 근거 및 소관 업무
- 정부조직법 [법률 제5529호, 1998.02.28 전부개정] 제26조 및 제35조[1]
- 문화관광부와그소속기관직제 [대통령령 제15722호, 1998.02.28 폐지제정] 제3조[2]

## 연혁
- 1998년 2월 28일 - 문화체육부를 폐지하고 문화관광부를 신설.
- 1999년 5월 24일 - 외청으로 문화재청을 설치.
- 2008년 2월 28일 - 문화관광부를 폐지하고 문화체육관광부를 신설.

## 조직
| - 감사관 ( 1998.02 ~ 2008.02 ) - 공보관 ( 1998.02 ~ 2005.03 ) - 관광국 ( 1998.02 ~ 2007.09 ) - 관광레저도시추진기획단 ( 2005.03 ~ 2007.09 ) - 국립국악원 ( 1998.02 ~ 2008.02 ) - 국립국어연구원 ( 1998.02 ~ 2004.11 ) - 국립국어원 ( 2004.11 ~ 2008.02 ) | - 국립민속박물관 ( 1998.02 ~ 2008.02 ) - 국립영상제작소 ( 1998.02 ~ 1999.05 ) - 국립중앙극장 ( 1998.02 ~ 2008.02 ) - 국립중앙도서관 ( 1998.02 ~ 2008.02 ) - 국립중앙박물관 ( 1998.02 ~ 2008.02 ) - 국립중앙박물관건립추진기획단 ( 1997.02 ~ 2003.11 ) | - 국립현대미술관 ( 1998.02 ~ 2008.02 ) - 기획관리실 ( 1998.02 ~ 2005.03 ) - 대한민국예술원 ( 1998.02 ~ 2008.02 ) - 문화미디어국 ( 2004.11 ~ 2007.09 ) - 문화산업국 ( 1998.02 ~ 2007.09 ) - 문화정책국 ( 1998.02 ~ 2008.02 ) - 문화중심도시조성추진기획단 ( 2004.02 ~ 2010.12 ) - 세종대왕유적관리소 ( 1998.02 ~ 1999.05 ) | - 예술국 ( 1999.05 ~ 2008.02 ) - 예술원사무국 ( 1998.02 ~ 2003.10 ) - 예술진흥국 ( 1998.02 ~ 1999.05 ) - 정부간행물제작소 ( 1998.02 ~ 1999.05 ) - 정책홍보관리실 ( 2005.03 ~ 2008.02 ) - 종무실 ( 1998.02 ~ 2008.02 ) - 청소년국 ( 1998.02 ~ 2005.04 ) - 체육국 ( 1998.02 ~ 2008.02 ) | - 총무과 ( 1998.02 ~ 2006.04 ) - 칠백의총관리소 ( 1998.02 ~ 1999.05 ) - 한국방문의해기획단 ( 1999.03 ~ 2008.02 ) - 한국예술종합학교 ( 1998.02 ~ 2008.02 ) - 해외문화홍보원 ( 1998.02 ~ 1999.05 ) - 행정지원과 ( 2006.04 ~ 2006.09 ) - 행정지원팀 ( 2006.09 ~ 2008.02 ) - 현충사관리소 ( 1998.02 ~ 1999.05 ) |

### 외청
- 문화재청

## 역대 장·차관

### 문화관광부 장관
| 정부        | 대수 | 이름           | 임기                              | 출신지                     | 출신학교        | 비고 |
| ----------- | ---- | -------------- | --------------------------------- | -------------------------- | --------------- | --- |
| 국민의 정부 | 5대  | 신낙균(申樂均) | 1998년 3월 3일 ~ 1999년 5월 23일  | 경기 남양주                | 이화여대        | 제15·18대 국회의원&민주통합당 최고위원&국회 여성위원회 위원장&한국방송공사 이사                                                   |
| 국민의 정부 | 6대  | 박지원(朴智元) | 1999년 5월 23일 ~ 2000년 9월 19일 | 전남 진도                  | 광주교대&단국대 | 대통령비서실 공보수석비서관·정책기획수석비서관&대통령비서실장&제14·18·19대 국회의원&민주통합당 최고위원&한국인권문제연구소 이사장 |
| 국민의 정부 | 7대  | 김한길(金한길) | 2000년 9월 20일 ~ 2001년 9월 18일 | 일본 도쿄                  | 건국대          | 대통령비서실 정책기획수석비서관&제15·16·17·19대 국회의원&민주통합당 최고위원&국회 운영위원회 위원장                               |
| 국민의 정부 | 8대  | 남궁진(南宮鎭) | 2001년 9월 19일 ~ 2002년 7월 10일 | 충남 논산 (현 전북 익산)   | 고려대          | 대통령비서실 정무수석비서관&제14·15대 국회의원                                                                                    |
| 국민의 정부 | 9대  | 김성재(金聖在) | 2002년 7월 11일 ~ 2003년 2월 26일 | 경북 영일 (현 경북 포항)   | 한국신학대      | 대통령비서실 민정수석비서관&미래문화연구원 이사장&한국학술진흥재단 이사장&한국장애인단체총연맹 회장&장애인권익문제연구소 이사장   |
| 참여 정부   | 10대 | 이창동(李滄東) | 2003년 2월 27일 ~ 2004년 6월 30일 | 경북 대구 (현 경북과 분리) | 경북대          | 한국예술종합학교 교수 |
| 참여 정부   | 11대 | 정동채(鄭東采) | 2004년 7월 1일 ~ 2006년 3월 6일   | 전남 광주 (현 전남과 분리) | 경희대          | 대통령비서실 정무특별보좌관&제15·16·17대 국회의원                                                                                 |
| 참여 정부   | 12대 | 김명곤(金明坤) | 2006년 3월 27일 ~ 2007년 5월 7일  | 전북 전주                  | 서울대          | 한국예술종합학교 교수&국립중앙극장장&전국민족극협의회 의장                                                                        |
| 참여 정부   | 13대 | 김종민(金鍾民) | 2007년 5월 8일 ~ 2008년 2월 28일  | 충북 영동                  | 서울대          | 대통령비서실 민정비서관&문화체육부 차관&강원발전연구원장&한국관광공사 사장&서울올림픽 조직위원회 위원장                           |

### 문화관광부 차관
| 정부        | 대수 | 이름           | 임기                             | 출신지                     | 출신학교 | 비고 |
| ----------- | ---- | -------------- | -------------------------------- | -------------------------- | -------- | --- |
| 국민의 정부 | 5대  | 신현웅(辛鉉雄) | 1998년 3월 9일 ~ 1999년 5월 25일 | 충북 괴산                  | 서울대   | 문화체육부 문화정책국장·어문출판국장·차관보&웅진재단 이사장                                                             |
| 국민의 정부 | 6대  | 김순규(金順珪) | 1999년 5월 26일 ~ 2001년 4월 1일 | 경북 의성                  | 국민대   | 문화체육부 예술국장·문화정책국장·청소년정책실장&문화관광부 기획관리실장&제11대 국회의원&대구문화재단 대표이사           |
| 국민의 정부 | 7대  | 윤형규(尹逈奎) | 2001년 4월 2일 ~ 2002년 7월 18일 | 경기 경성 (현 서울)        | 고려대   | 주 오사카 총영사 |
| 국민의 정부 | 8대  | 박문석(朴紋奭) | 2002년 7월 19일 ~ 2003년 3월 2일 | 전북 남원                  | 고려대   | 문화관광부 문화정책국장·종무실장·기획관리실장                                                                           |
| 참여 정부   | 9대  | 오지철(吳志哲) | 2003년 3월 3일 ~ 2004년 7월 2일  | 서울                       | 서울대   | 대통령비서실 정책특별보좌관&문화체육부 국제체육국장&문화관광부 문화산업국장·문화정책국장·기획관리실장&한국관광공사 사장 |
| 참여 정부   | 10대 | 배종신(裵鍾信) | 2004년 7월 3일 ~ 2006년 1월 30일 | 서울                       | 서울대   | 문화관광부 체육국장·차관보&체육인재육성재단 이사장&태권도진흥재단 이사장&월드컵 준비기획단 기획실장                     |
| 참여 정부   | 11대 | 유진룡(劉震龍) | 2006년 1월 31일 ~ 2006년 8월 8일 | 경기 인천 (현 경기와 분리) | 서울대   | 문화관광부 문화산업국장·정책홍보관리실장·기획관리실장&문화체육관광부 장관                                               |
| 참여 정부   | 12대 | 박양우(朴良雨) | 2006년 8월 9일 ~ 2008년 2월 29일 | 전남 광주 (현 전남과 분리) | 중앙대   | 문화관광부 관광국장·문화산업국장·정책홍보관리실장&주 뉴욕 한국문화원장&한국예술경영학회장&한국영상산업협회장            |